# Drittunterwerfung
Die Drittunterwerfung ist ein Begriff aus dem Wettbewerbsrecht. Wettbewerbsverstöße lösen regelmäßig Unterlassungsansprüche gleich mehrerer im Mitwettbewerb tätiger Gläubiger aus, so dass der Verstoßschuldner häufig von verschiedenen Seiten abgemahnt wird.
Die Drittunterwerfung soll das sich anschließende Verfahren vereinfachen. Hat sich der wettbewerbliche Verletzer (Abgemahnte) einem Unterlassungsgläubiger (Abmahner) durch die eingeforderte Unterlassungserklärung bereits hinreichend strafbewehrt unterworfen, so ist davon auszugehen, dass sich die Wettbewerbsverletzung nicht wiederholt. Insoweit kann gegenüber den anderen Wettbewerbern davon ausgegangen werden, dass deren weiteres Unterlassungseinfordernis entbehrlich ist. Man spricht von der Drittwirkung einer Unterlassungserklärung.
Den Abgemahnten trifft die Rechtspflicht, den weiteren Unterlassungsgläubigern gegenüber kundzutun, wem gegenüber er bereits eine Unterlassungserklärung abgegeben hat, Wirkung der Drittunterwerfung. Er trägt die Darlegungs- und Beweislast für die Eignung der Drittunterwerfung zur Ausräumung der Wiederholungsgefahr für sein beanstandetes Verhalten.